# Атабей (мифология)
Атабей — одно из двух верховных божеств (наряду с её сыном Юкаху), праматерь в мифологии Таино. Она является воплощением природы и плодородия, духа предков, управляет морями, приливами и пресными водами. Наиболее почитаемый мифологический персонаж  для коренных племён, населявших Антильские и Багамские острова.
Атабей, или Атабейра, связана со всем, что осязаемо или материально. Она может иметь разные воплощения: заботливой матери, духа любви Кагуаны или же предстаёт в виде дикого духа Гуабансекс, повелевающего штормами, вулканами и землетрясениями.
Другие названия Атабей — Иермаоакар, Апито и Сумайко. Женщины таино молились Атабей, чтобы обеспечить безопасные роды.

## Мифология
Атабей беспорочно зачала сыновей-близнецов. Один из них — Юкаху — главный бог таино, отвечающий за урожаи юки. Муж Атабей — Яйя. От него рожден сын Яяэль, которого они позже убивают за попытку избавиться от отца.

## В популярной культуре
В романе Даины Чавьяно Los hijos de la Diosa Huracán (2019) Атабей и её другая сущность Гуабансекс являются ключевыми персонажами в развитии сюжета.
Атабей, Гуабансекс со своими помощниками Гуатаба, Куастрики и Хуракан (воплощение урагана) неоднократно упоминаются в романе кубино-американского писателя Фредерика А. де Армаса Sinfonía salvaje (2019), где ураган символизирует изменения, вызванные Кубинской революцией в 1959 году.